# 圣于连贝什韦勒
圣于连贝什韦勒（法語：Saint-Julien-Beychevelle，法語發音：[sɛ̃ ʒyljɛ̃ bɛʃvɛl]）是法国新阿基坦大区吉伦特省的一个市镇，位于该省北部偏西，吉伦特河西岸，属于莱斯帕尔梅多克区。圣于连贝什韦勒是著名的葡萄酒产区，在1855年波尔多葡萄酒官方分级中，有多家二、三、四级酒庄位于圣于连。

## 地名
法语人名“Julien”在日常人名译名以及《世界人名翻譯大辭典》、《法语姓名译名手册》等主流人名译名类书籍资料中译作“朱利安”，不过在《世界地名翻译大辞典》、《世界地名译名词典》和《法国地图册》等主流地名译名类书籍资料中译作“于连”。

## 地理
圣于连贝什韦勒（45°9'53"N, 0°44'26"W）面积16.3 平方千米，位于法国新阿基坦大区吉倫特省，该省份为法国西南部沿海省份，是法國本土面积最大的省，北起滨海夏朗德省，西临大西洋，南至朗德省，东南接洛特-加龍省，东临多爾多涅省。
与圣于连贝什韦勒接壤的市镇（或旧市镇、城区）包括：波亚克、圣热内斯德布莱、屈萨克福尔梅多克、圣昂德罗尼、圣洛朗梅多克、布莱。
圣于连贝什韦勒的时区为UTC+01:00、UTC+02:00（夏令时）。

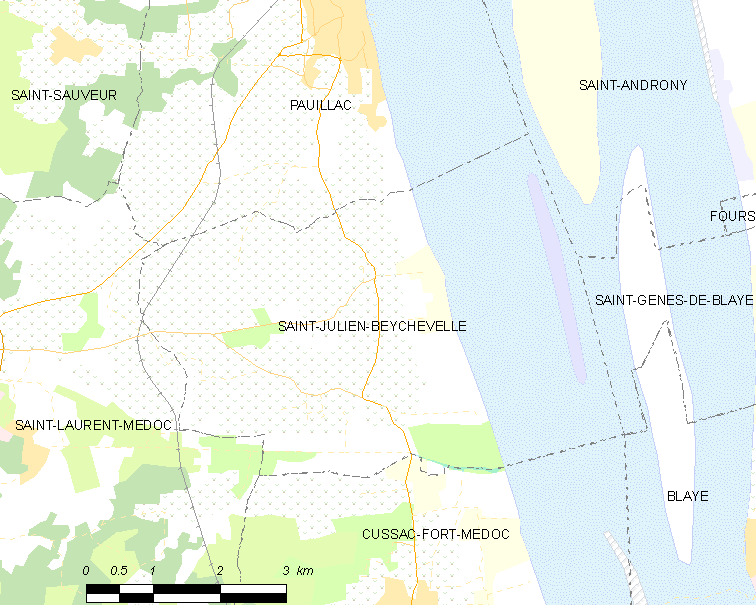
圣于连贝什韦勒的OSM定位图

## 行政
圣于连贝什韦勒的邮政编码为33250，INSEE市镇编码为33423。

## 政治
圣于连贝什韦勒所属的省级选区为北梅多克县。

## 人口

1962-2008年间圣于连贝什韦勒人口变化图示

圣于连贝什韦勒于2022年1月1日时的人口数量为621人。